# Pierre Thorsson
Pierre Roger Valdemar Thorsson (* 21. Juni 1966 in Linköping, Schweden) ist ein schwedischer Handballtrainer, der in seiner aktiven Zeit für die schwedische Nationalmannschaft auflief.

## Karriere
Thorsson spielte anfangs in seiner Heimat bei IFK Karlskrona und IF Saab-HF Linköpings Lejon. 1996 wechselte der Linkshänder zum damaligen deutschen Zweitligisten VfL Bad Schwartau, mit dem er 1998 in die Bundesliga aufstieg und 2001 den DHB-Pokal gewann. Ab 2001 spielte er beim italienischen Verein Papillon Coversano, mit dem er zweimal die Meisterschaft gewann.
2003 kehrte Thorsson in die Bundesliga zurück, wo er für die SG Flensburg-Handewitt auflief. Nach einer Spielzeit, in der Thorsson die deutsche Meisterschaft gewann, wechselte er zum schwedischen Verein Hästö IF, bei dem er anfangs als Spieler und Co-Trainer beschäftigt war. Später übernahm Thorsson das Traineramt, das er bis 2008 bekleidete. Ab dem Sommer 2009 wirkte er als Jugendtrainer bei Hästö mit. Im August 2012 übernahm Thorsson das Traineramt die Damenmannschaft von Flottans IF. Nachdem Thorsson seine Tätigkeit bei Flottans beendet hatte, übernahm er im Jahre 2017 das Co-Traineramt des Erstligistens HIF Karlskrona.
Thorsson absolvierte 237 Länderspiele für die schwedische Auswahl, in denen er 558 Tore warf. Mit dem Nationalteam gewann er 1990 und 1999 die Weltmeisterschaft, und wurde 1994 und 2000 Europameister. Außerdem nahm Thorsson an den Olympischen Spielen 1992, 1996 und 2000 teil, wo er jeweils die Silbermedaille errang.